# Bahnstrecke Bad Dürkheim–Ludwigshafen-Oggersheim
| |                                                                        |                                   |                                   |
| Streckennummer (DB): | 9340                                                                   |                                   |                                   |
| Kursbuchstrecke (DB): | 668 (bis 1970: 274k)                                                   |                                   |                                   |
| Kursbuchstrecke: | 274k (Bad Dürkheim – Ludwigshafen, Ludwigsplatz 1946)                  |                                   |                                   |
| Streckenlänge: | 16,4 km                                                                |                                   |                                   |
| Spurweite: | 1000 mm (Meterspur)                                                    |                                   |                                   |
| Stromsystem: | 750 V =                                                                |                                   |                                   |
| Streckengeschwindigkeit: | 70 km/h                                                                |                                   |                                   |
| Zweigleisigkeit: | durchgehend, außer in den Ortsdurchfahrten Ellerstadt und Bad Dürkheim |                                   |                                   |
| |                                                                        |                                   |                                   |
| \| \| 0,0 \| Bad Dürkheim Bahnhof \| Bad Dürkheim Bahnhof \| \| \| 1,2 \| Bad Dürkheim Ost \| Bad Dürkheim Ost \| \| \| \| Pfälzische Nordbahn \| \| \| \| 2,3 \| Neuberg \| Neuberg \| \| \| 3,6 \| Feuerberg \| Feuerberg \| \| \| 4,3 \| Friedelsheim \| Friedelsheim \| \| \| 4,9 \| Gönnheim \| Gönnheim \| \| \| 6,6 \| Ellerstadt West \| Ellerstadt West \| \| \| 7,3 \| Ellerstadt Ost \| Ellerstadt Ost \| \| \| 9,0 \| Fußgönheim \| Fußgönheim \| \| \| \| A 650 \| \| \| \| 10,2 \| Maxdorf Süd \| Maxdorf Süd \| \| \| 10,8 \| Maxdorf \| Maxdorf \| \| \| \| A 61 \| \| \| \| \| A 650 \| \| \| \| 13,3 \| Ruchheim Bf \| Ruchheim Bf \| \| \| \| A 650 \| \| \| \| \| \| \| \| \| 15,3 \| Westlich B 9 \| Westlich B 9 \| \| \| \| B 9 \| \| \| \| \| Ausweiche[1] Römerweg (bis 1964) \| \| \| \| 16,4 \| Oggersheim Comeniusstraße \| Oggersheim Comeniusstraße \| \| \| 16,5 \| Goetheplatz (bis 1964) \| Goetheplatz (bis 1964) \| \| \| 17,2 \| Schillerplatz (bis 1964) \| Schillerplatz (bis 1964) \| \| \| \| Straßenbahn Mannheim/Ludwigshafen \| \| |                                                                        |                                   |                                   |
| Kopfbahnhof Streckenanfang | 0,0                                                                    | Bad Dürkheim Bahnhof              | Bad Dürkheim Bahnhof              |
| Bahnhof | 1,2                                                                    | Bad Dürkheim Ost                  | Bad Dürkheim Ost                  |
| Kreuzung geradeaus unten |                                                                        | Pfälzische Nordbahn               | Pfälzische Nordbahn               |
| ehemaliger Haltepunkt / Haltestelle | 2,3                                                                    | Neuberg                           | Neuberg                           |
| ehemaliger Haltepunkt / Haltestelle | 3,6                                                                    | Feuerberg                         | Feuerberg                         |
| Haltepunkt / Haltestelle | 4,3                                                                    | Friedelsheim                      | Friedelsheim                      |
| Haltepunkt / Haltestelle | 4,9                                                                    | Gönnheim                          | Gönnheim                          |
| Haltepunkt / Haltestelle | 6,6                                                                    | Ellerstadt West                   | Ellerstadt West                   |
| Bahnhof | 7,3                                                                    | Ellerstadt Ost                    | Ellerstadt Ost                    |
| Haltepunkt / Haltestelle | 9,0                                                                    | Fußgönheim                        | Fußgönheim                        |
| Strecke mit Straßenbrücke |                                                                        | A 650                             | A 650                             |
| Haltepunkt / Haltestelle | 10,2                                                                   | Maxdorf Süd                       | Maxdorf Süd                       |
| Haltepunkt / Haltestelle | 10,8                                                                   | Maxdorf                           | Maxdorf                           |
| Brücke |                                                                        | A 61                              | A 61                              |
| Strecke mit Straßenbrücke |                                                                        | A 650                             | A 650                             |
| Haltepunkt / Haltestelle | 13,3                                                                   | Ruchheim Bf                       | Ruchheim Bf                       |
| Strecke mit Straßenbrücke |                                                                        | A 650                             | A 650                             |
| Verschwenkung von links (Strecke außer Betrieb) · Verschwenkung von rechts |                                                                        |                                   |                                   |
| Strecke (außer Betrieb) · Haltepunkt / Haltestelle | 15,3                                                                   | Westlich B 9                      | Westlich B 9                      |
| Strecke (außer Betrieb) · Brücke |                                                                        | B 9                               | B 9                               |
| Dienststation / Betriebs- oder Güterbahnhof (Strecke außer Betrieb) · Strecke |                                                                        | Ausweiche Römerweg (bis 1964)     | Ausweiche Römerweg (bis 1964)     |
| Strecke (außer Betrieb) | 16,4                                                                   | Oggersheim Comeniusstraße         | Oggersheim Comeniusstraße         |
| Haltepunkt / Haltestelle (Strecke außer Betrieb) | 16,5                                                                   | Goetheplatz (bis 1964)            | Goetheplatz (bis 1964)            |
| Bahnhof (Strecke außer Betrieb) | 17,2                                                                   | Schillerplatz (bis 1964)          | Schillerplatz (bis 1964)          |
| Strecke nach links (außer Betrieb) · U-Bahn-Abzweig mit Eisenbahn geradeaus und ehemals von rechts |                                                                        | Straßenbahn Mannheim/Ludwigshafen | Straßenbahn Mannheim/Ludwigshafen |

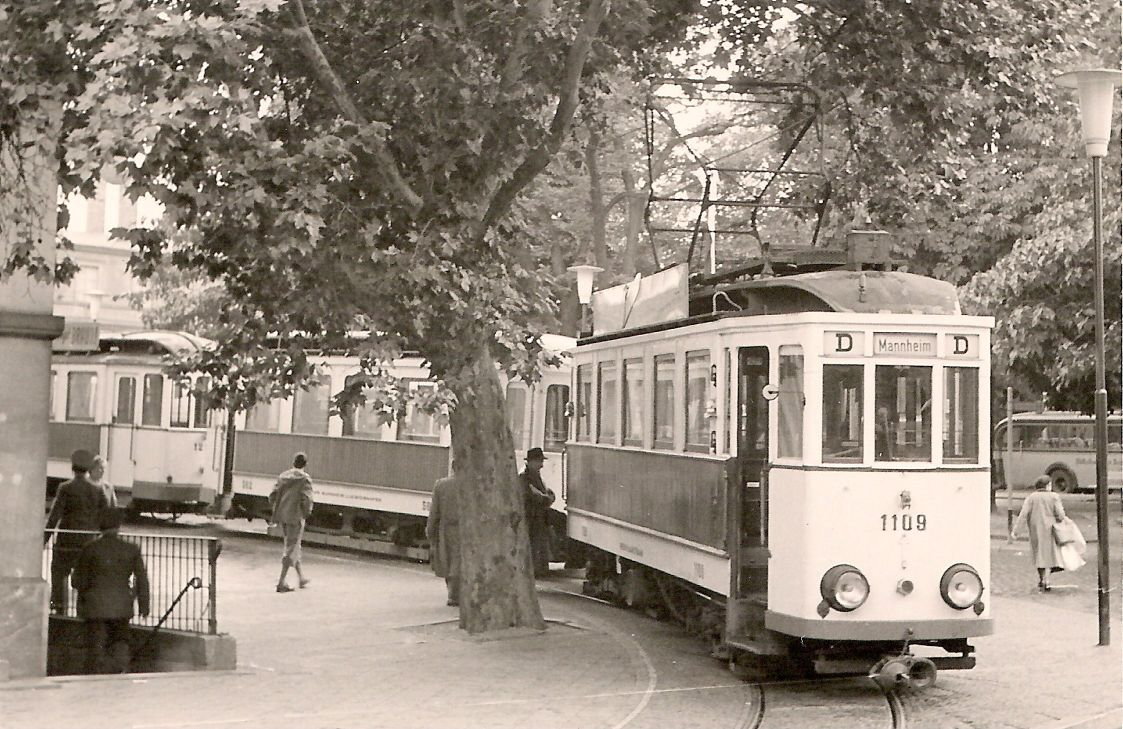
Triebwagen 1109 im September 1957 in Bad Dürkheim, damals noch mit der Linienbezeichnung D

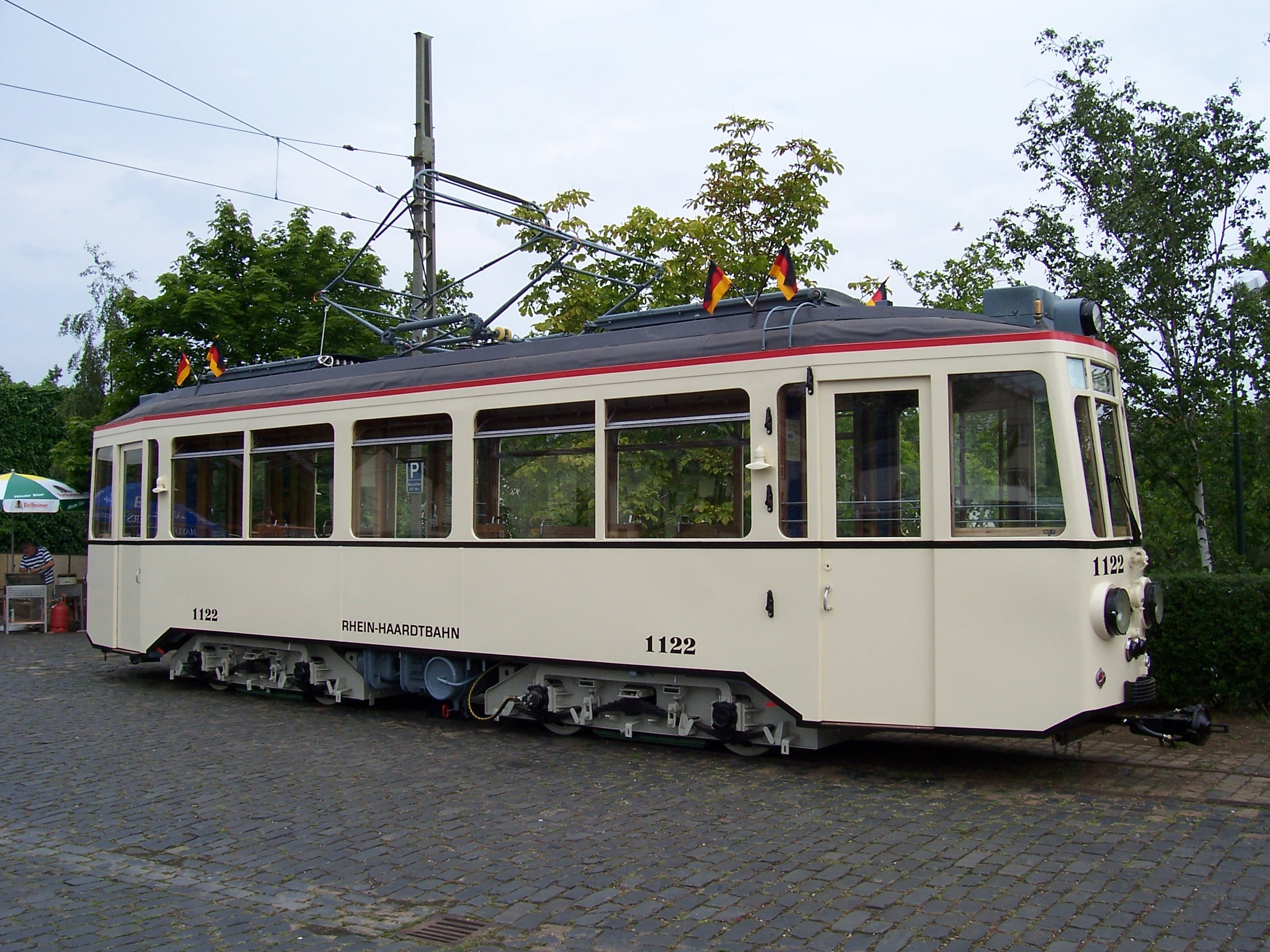
Historischer Triebwagen 1122

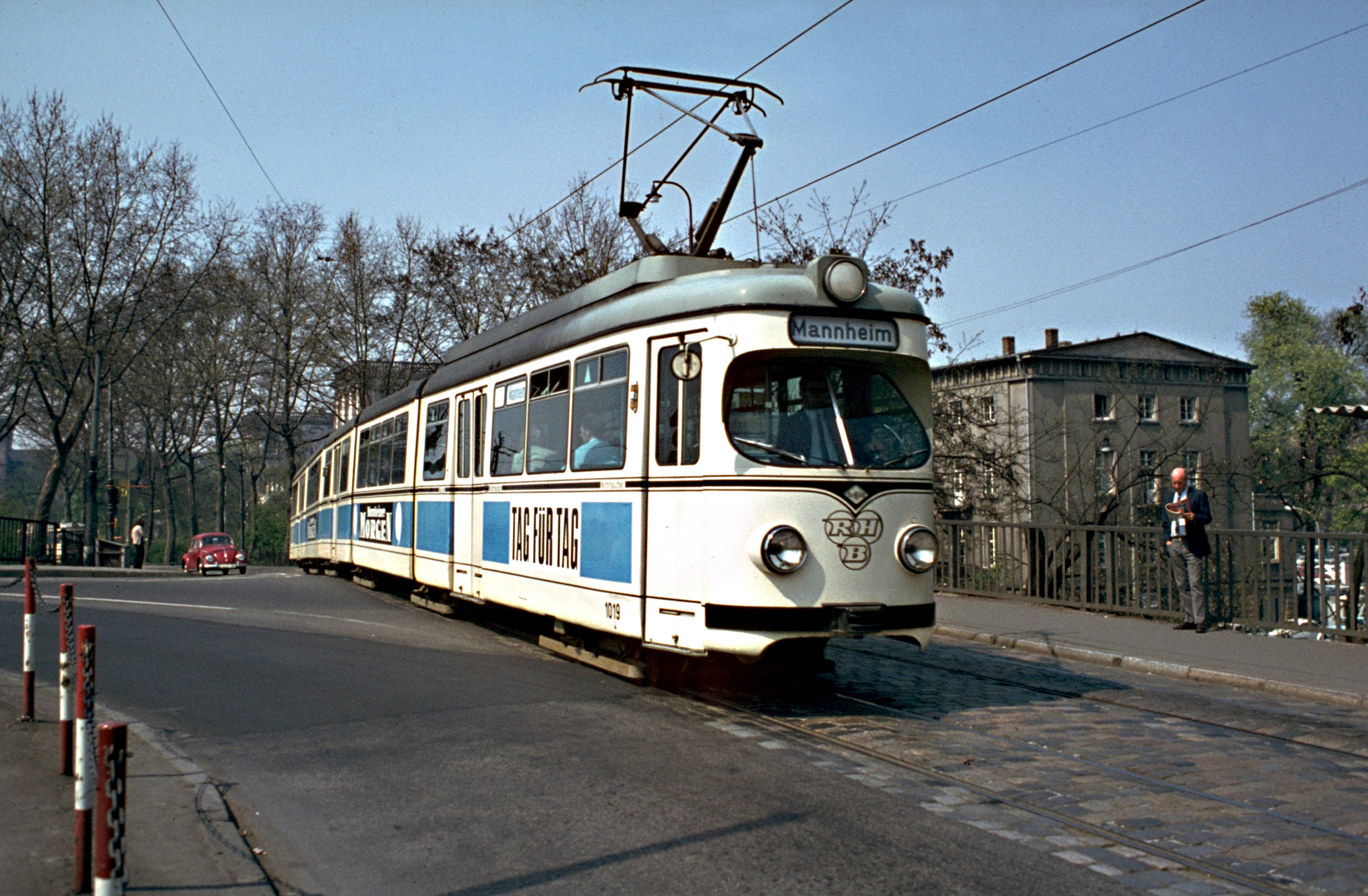
Düwag-Gelenktriebwagen 1019 der RHB in Mannheim (1971)

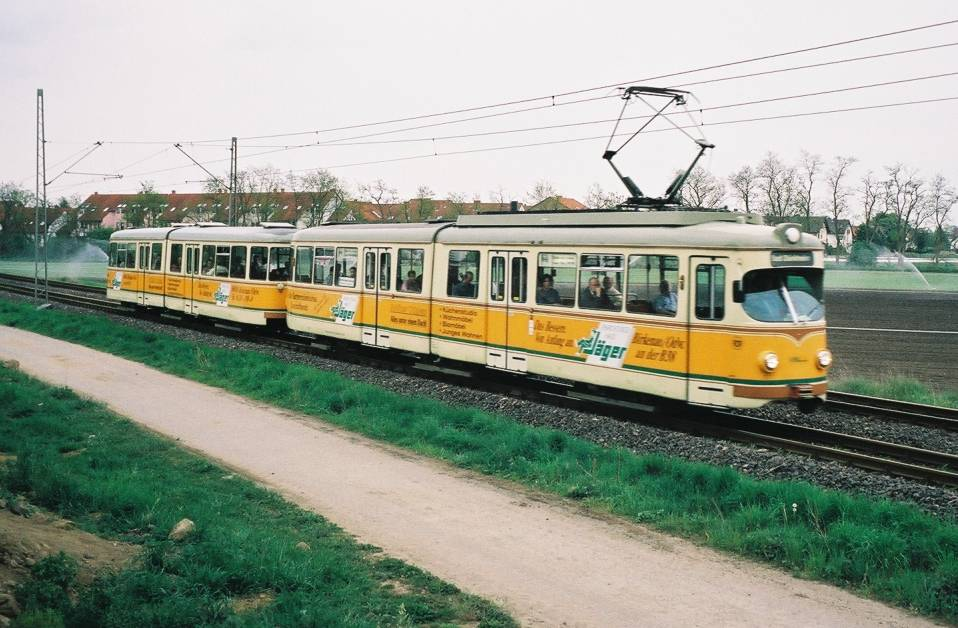
GT6 1017 mit sechsachsigem Gelenk-Beiwagen 1057 (2004)

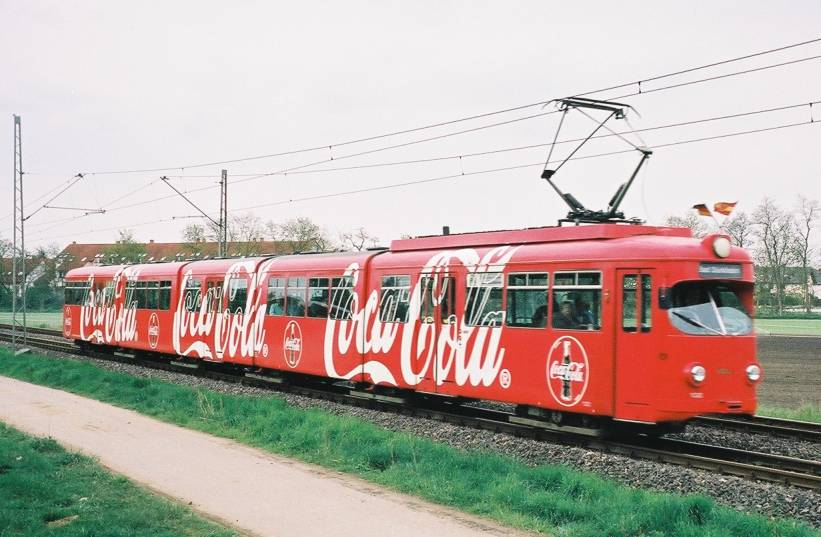
Zwölfachsiger Gelenktriebwagen 1020 (2004)

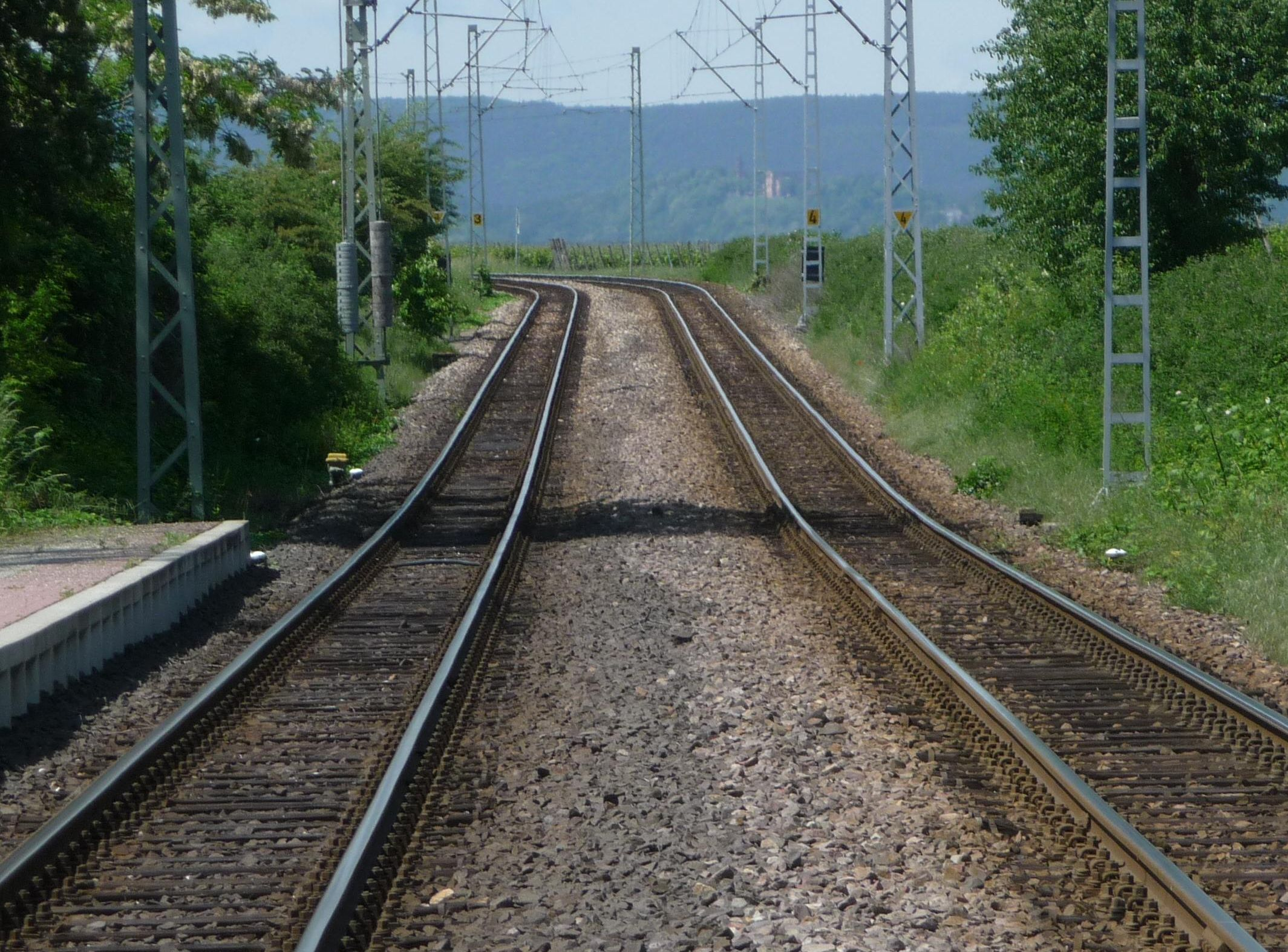
Streckenverlauf westlich von Ellerstadt

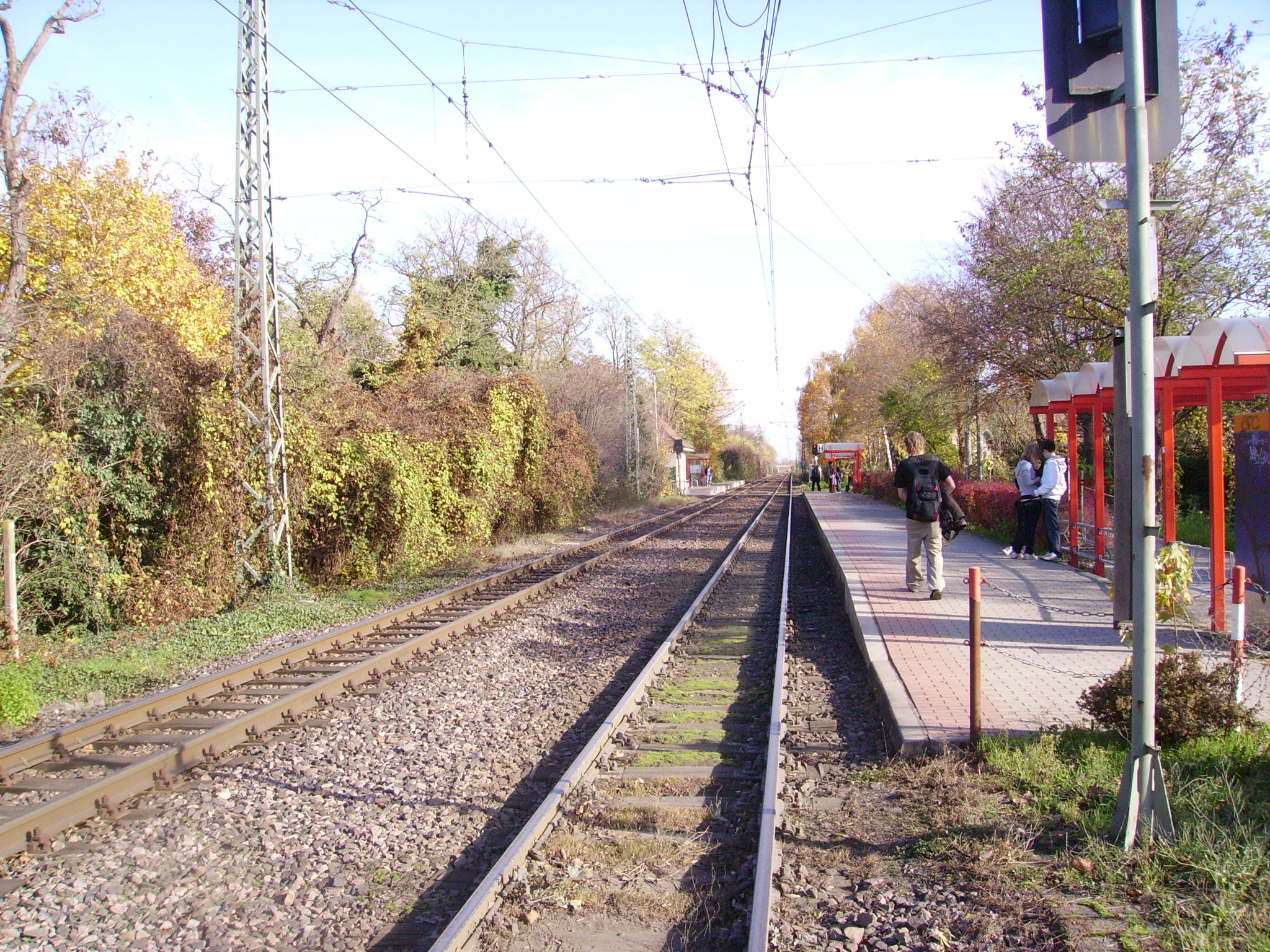
Haltepunkt Ruchheim

Die Bahnstrecke Bad Dürkheim–Ludwigshafen-Oggersheim ist eine meterspurige, elektrifizierte Schmalspurbahn in Rheinland-Pfalz. Da sie die Haardt, den Ostrand des Pfälzerwalds, mit dem Rhein verbindet, wird sie auch Rhein-Haardtbahn genannt.
Die Bahnstrecke ist 16,4 Kilometer lang und führt von Bad Dürkheim über Friedelsheim, Gönnheim, Ellerstadt, Fußgönheim, Maxdorf und Ruchheim in den Ludwigshafener Stadtteil Oggersheim. Zuständiges Eisenbahninfrastrukturunternehmen war lange Zeit die Rhein-Haardtbahn GmbH (RHB). Seit dem 1. März 2005 wird die Strecke von der Rhein-Neckar-Verkehr GmbH (RNV) als Eisenbahnverkehrsunternehmen befahren, die inzwischen auch zuständiges EIU ist. Seit dem 1. Oktober 2009 ist die RNV GmbH auch für die Unterhaltung der Strecke zuständig.

## Verlauf und Verknüpfungen
Die Strecke beginnt auf dem Vorplatz des Bahnhofs Bad Dürkheim, wo sich eine Wendeschleife befindet. Dort besteht eine Übergangsmöglichkeit von und zur Pfälzischen Nordbahn. Mit Bad Dürkheim Ost existiert in der Kurstadt eine weitere Station. Ellerstadt wird eingleisig durchfahren, alle anderen Ortschaften an der Strecke werden außerhalb der Ortsbebauung tangiert. In Oggersheim mündet die Strecke in das Straßenbahnnetz von Ludwigshafen.
Die Bahnstrecke Bad Dürkheim–Ludwigshafen-Oggersheim ist betrieblich eng mit der Straßenbahn Mannheim/Ludwigshafen verknüpft. Züge aus Bad Dürkheim verkehren ab Oggersheim nach der Straßenbahn-Bau- und Betriebsordnung, während die RHB-Stammstrecke zwar ähnlich einer Überlandstraßenbahn betrieben wird, jedoch nach der Eisenbahn-Bau- und Betriebsordnung für Schmalspurbahnen konzessioniert ist.
Heute wird die Strecke von der RNV-Linie 4 bedient, die früher nach Heddesheim fuhr, und seit Juni 2016 auf der Neubaustrecke in die Gartenstadt verkehrt. Anfangs trugen die Züge von und nach Bad Dürkheim hingegen gar keine Linienbezeichnung, bevor dann in der Zwischenkriegszeit der Linienbuchstabe D für Dürkheim eingeführt wurde. Mit der Umstellung auf Gelenkwagen entfiel dieser auf den Fahrzeugen wieder, in den Fahrplanunterlagen und Liniennetzplänen war fortan das Unternehmenskürzel RHB als Linienbezeichnung zu finden. Zwischen Dezember 2006 und Dezember 2008 wurde die Bad Dürkheimer Linie dann vorübergehend als Linie 14 bezeichnet, bevor sie im Zuge der Verlängerung nach Heddesheim ihre heutige Nummer erhielt. Zuvor wurde die Durchbindung nach Heddesheim bereits im Abendverkehr praktiziert.

## Geschichte

### Planung, Bau und Eröffnung (1853–1912)
Die Weinbauregion rund um Bad Dürkheim, bis 1904 Dürkheim, an das Schienennetz anzubinden war schon ein früher Wunsch. Bereits 1853 wurden Pläne für eine Zweigstrecke Dürkheim–Oggersheim geschmiedet. Im Jahr 1865 ging zuerst eine Bahnlinie Neustadt–Dürkheim in Betrieb, die später bis Monsheim und Frankenthal verlängert wurde. Diese Anbindung mit Umweg brachte zwar den angeschlossenen Gemeinden eine gute Anbindung an die nächsten größeren Städte Frankenthal, Grünstadt, Dürkheim und Neustadt, aber eine direkte Anbindung Dürkheims an Ludwigshafen fehlte.
Erst nach der Jahrhundertwende ging es mit den Planungen weiter voran. Anders als ursprünglich geplant, verläuft die Strecke heute nicht geradlinig, weil sowohl Friedelsheim als auch Gönnheim und Maxdorf angebunden wurden.
1911 wurde eine Straßenbahnstrecke vom Südende des Ludwigsplatzes in Ludwigshafen aus durch die (heutige Straßennamen) Bahnhofstraße, Berliner Straße, Jaegerstraße und Frankenthaler Straße nach Oggersheim zum Hans-Warsch-Platz (damals: Schillerplatz) gebaut. Die Frankenthaler Straße führte damals kerzengerade von der Innenstadt nach Oggersheim und unterquerte dabei Zulaufstrecken des damaligen Kopfbahnhofs der Staatsbahn. Mit Eröffnung dieser Strecke wurde die 1904 erbaute „Friedhofslinie“ (vom Nordkopf des Viaduktes zum Hauptfriedhof) zwischen Marienkirche und Schlachthofstraße mit der gefährlichen plangleichen Kreuzung der Eisenbahnstrecke aus Richtung Worms stillgelegt.
Auch eine Strecke entlang des Haardtrandes war geplant, im Herbst 1918 wurde an Strecken von Bad Dürkheim und Neustadt einerseits und Weisenheim am Berg andererseits geplant, ferner einer Nebenlinie von Deidesheim nach Meckenheim. Eine Strecke von Oggersheim nach Frankenthal gestaltete sich jedoch schwierig, nachdem die Strecke aufgrund des Materialmangels während des Ersten Weltkrieges erst nicht gebaut, später nicht bezahlt werden konnte.
Zeitgleich wurden auch Planungen für eine Strecke von Rheingönheim nach Speyer angestellt, Speyer war auch an einer Weiterführung bis Mechtersheim interessiert. Leider wurde auch dieses Projekt nicht umgesetzt. Etwas unglücklich wirkte sich die Wirtschaftskrise 1922/1923 auf alle Ausbauplanungen aus, die die RHB schon im ersten Betriebsjahrzehnt existenziell bedrohte.
Nach Erhalt der Konzession im Jahr 1911 wurde die Strecke bereits 1913 eröffnet. Der Fahrbetrieb erfolgte von Beginn an elektrisch, anfangs mit 1200 Volt Gleichstrom, ab 1965 mit 750 Volt. Die RHB erhielt dazu acht vierachsige Triebwagen mit Maximumdrehgestellen, die durch zehn gleichartige Fahrzeuge der Straßenbahn Mannheim-Ludwigshafen ergänzt wurden. 16 zweiachsige Beiwagen komplettierten den Bestand an Personenwagen der RHB, ferner wurden städtische Beiwagen für den Betrieb auf der Strecke ertüchtigt. Diese erhielten dafür unter anderem Druckluftbremsen.

### Weitere Entwicklung (1913–2004)
Die bei der Eröffnung überwiegend eingleisige Trasse mit Kreuzungsmöglichkeiten an den Bahnhöfen stieß schnell an ihre Kapazitätsgrenzen. Neben dem Pendlerverkehr aus dem Umland zu den industriellen Arbeitsplätzen in der Stadt kam ein umfangreicher Ausflugsverkehr am Wochenende hinzu. Seit ihrer Inbetriebnahme stellt die Bahnstrecke außerdem jedes Jahr aufs Neue ihre Leistungsfähigkeit zum Wurstmarkt unter Beweis. Im Sommer 1926 erfolgte die Fertigstellung des zweiten Gleises zwischen Friedelsheim und Ellerstadt West, drei Jahre später folgte die Doppelspur zwischen Ellerstadt Ost und Ruchheim.
Der Haltepunkt IG-Siedlung, später Fußgönheim Siedlung, heute Maxdorf Süd, an der BASF-Siedlung, war 1939 noch nicht, dann jedoch 1944 im Fahrplan aufgeführt.
1961 wurde die Strecke zwischen Ruchheim und Oggersheim zweigleisig ausgebaut. 1964 wurde mit Inbetriebnahme der Straßenbahn-Neubaustrecke nach Oggersheim-West die RHB-Trasse in der Schillerstraße aufgelassen, nach Norden verschwenkt und in Oggersheim-West an das Straßenbahnnetz angebunden. Ein Jahr zuvor war schon das zweite Gleis zwischen Friedelsheim und Neuberg gelegt worden. Nachdem 1965 in Ellerstadt Ost ein Gleisdreieck angelegt wurde, entsprach die Trasse überwiegend dem heutigen Zustand. Lediglich durch Brückenneubauten ergaben sich in der Zwischenzeit leichte Trassierungsänderungen.
Der ohnehin nur marginale Güterverkehr wurde am 31. Oktober 1959 eingestellt, auf der Strecke wird seither ausschließlich Personenverkehr angeboten.
Mit der Teilung der Straßenbahn Mannheim-Ludwigshafen fielen die Triebwagen des Gemeinschaftsbetriebes der Mannheimer Verkehrsgesellschaft zu. Diese beschaffte 1967 außerdem die legendären Zwölfachser, die bis zur Inbetriebnahme der siebenteiligen 8MGT (meist bezeichnet als ET8N) als die längsten Straßenbahnwagen der Welt galten. Um die Fahrgastmassen zum Wurstmarkt bewältigen zu können, wurden zeitweise bis zu neun Triebwagen der Mannheimer Verkehrsgesellschaft fest für den Eisenbahnbetrieb hergerichtet. Dafür wurden Dreilicht-Spitzensignal, Sifa und Horn eingebaut.
Die Strecke wurde im Stadtgebiet Bad Dürkheim aus der Straßenlage auf einen eigenen Bahnkörper eingleisig nördlich der Fahrbahn verlegt.

### Jüngere Vergangenheit (seit 2004)
Auf einen Ausbau der Infrastruktur zur Verbesserung des Fahrplantakts und zur Erhöhung der Reisegeschwindigkeit zielt das von der RNV im Jahr 2008 vorgelegte Konzept RHB2010 zur Zukunftssicherung der Strecke ab. Neben der Erhöhung der Höchstgeschwindigkeit auf 80 km/h, der technischen Sicherung von Bahnübergängen, der Verbesserung der Energieversorgung und der Fahrgastinformation sieht es eine neue Signalisierung vor, die die Bedienung der Signalanlagen vom RNV-Zentralstellwerk in Mannheim aus ermöglicht. Mit Umsetzung des Infrastrukturausbaus ist eine Verbesserung des Fahrplans vorgesehen. Das Land Rheinland-Pfalz stellte für das Projekt bis zu 4,7 Millionen Euro bereit. Die ersten Bauarbeiten begannen im Frühjahr 2014, überwiegend auf freier Strecke. Am 13. März 2016 war die Inbetriebnahme der ESTW-UZ Bad Dürkheim Ost, mit den ESTW-A Ellerstadt Ost und Oggersheim, und abgesetzten BSTR in Ruchheim, Maxdorf und Friedelsheim. Von diesen werden 75 Signale, 13 Weichen und 13 Bahnübergangssicherungsanlagen (BÜSA) gestellt. Die Unterzentrale wird aus der Betriebszentrale im Betriebshof Möhlstraße gesteuert.
Im Januar 2016 wurde der Verkehrsvertrag zwischen ZSPNV Süd und RNV für den Verkehr ab Juni 2016 unterzeichnet. Zusätzlich zum bisherigen Angebot verkehrte seitdem (bis 7. Januar 2020) stündlich ein Expresszug mit Halt in Ruchheim, Maxdorf und Ellerstadt und neun Minuten kürzerer Fahrzeit.

### Umbenennungen von Betriebsstellen
| alt                 | neu                       | Jahr |
| ------------------- | ------------------------- | ---- |
| IG Siedlung         | BASF-Siedlung             | 1945 |
| BASF-Siedlung       | Fußgönheim Siedlung       | 1958 |
| Fußgönheim Siedlung | Maxdorf Süd               | 1969 |
| Wagenhalle          | Bad Dürkheim Ost          |      |
| Oggersheim West     | Oggersheim                | 1995 |
| Oggersheim          | Oggersheim Comeniusstraße | 2024 |
| Ruchheim            | Ruchheim Bf               | 2024 |

## Verkehr
Betriebsmittelpunkt der Strecke ist der Betriebshof Bad Dürkheim Ost, im Kursbuch der Deutschen Bahn AG ist die Verbindung unter der Kursbuchtabelle 668 aufgeführt. Sie stellt eine wichtige Verbindung zwischen der nördlichen Weinstraße und Ludwigshafen beziehungsweise Mannheim her. Von den einst drei arbeitstäglichen Zugpaaren für Pendler von und zur BASF in Ludwigshafen sind zwei Fahrten nach Oppau am Morgen im Fahrplan verblieben, allerdings seit 2008 mit Umweg über die Ludwigshafener Innenstadt.
Die Linie 4/4A verkehrte bis 2020 auf der Strecke Bad Dürkheim – Oggersheim – Ludwigshafen – Mannheim Hbf. – Uniklinikum – Hermann-Gutzmann-Schule – Waldfriedhof (Linie 4)/Käfertaler Wald (Linie 4A). Zwischen Oggersheim und Bad Dürkheim verkehrten die Züge tagsüber alle 30 Minuten, abends und am Wochenende alle 60 Minuten.
Die im Juni 2016 eingeführte Expresslinie 9 verkehrte bis zur Hochstraßensperrung im Januar 2020 stündlich auf der Strecke Bad Dürkheim – Oggersheim – Ludwigshafen – Mannheim – Luisenpark/Technoseum – (Neuostheim). Sie bediente auf der RHB-Strecke nur die Stationen Bad Dürkheim, Bad Dürkheim Ost, Ellerstadt West, Maxdorf und Ruchheim. Mit der Einführung der Linie 9 wurde der Verkehr auf der Strecke neu geordnet. Montags bis freitags verkehrten während einer Stunde zwei Fahrten der Linie 4 und eine Fahrt der Linie 9 im angenäherten 20-Minuten-Takt. Samstags, sonn- und feiertags entfiel eine der Fahrten der Linie 4, sodass ein 20/40-Minuten-Takt entstand.
Seit der Sperrung der Hochstraße Süd und deren Abriss im Jahr 2020 wurde die Linie 4 tagsüber von der Strecke weitgehend zurückgezogen. Stattdessen verkehrt die Linie 9 nun montags bis freitags im 20-Minuten-Takt, samstags und sonntags halbstündlich, und bedient zwischen Oggersheim und Bad Dürkheim alle Stationen. Im Straßenbahnnetz Ludwigshafen/Mannheim fährt sie als Expresslinie weiterhin an zehn Haltestellen ohne Halt durch. In der Sommersaison verkehrten an Sonn- und Feiertagen fünf Zugpaare der Linie 9 verlängert ab Neuostheim weiter über Edingen – Wieblingen – Heidelberg Hauptbahnhof zum Heidelberger Bismarckplatz. Diese Expressfahrten wurden im Jahr 2008 als RNV-Express eingeführt und mit Saisonende 2020 wegen zahlreicher Baustellen im Streckenverlauf in den beiden folgenden Jahren vorübergehend ausgesetzt. Im Spät- und Frühverkehr befährt statt der Linie 9 die Linie 4/4A stündlich die Strecke Oggersheim – Bad Dürkheim.
Mit dem Stabilisierungsfahrplan im Dezember 2023 wird die Linie 9 Montag bis Samstag von der Linie 4 ersetzt, verkehrt aber sonntags weiterhin im 30-Minuten-Takt.
Auf der Strecke verkehren seit 1959 Einrichtungsfahrzeuge, seit den 1970er Jahren fast ausschließlich. Seit Einführung der Ausflugslinie RNV-Express im Jahr 2008 fahren auch regelmäßig Zweirichtungstriebwagen nach Bad Dürkheim.
Auf der Strecke kommt der Tarif des Verkehrsverbunds Rhein-Neckar (VRN) zur Anwendung.

## Fahrzeuge

### Vierachser
Zur Inbetriebnahme im Jahre 1913 errechnete man einen Bedarf von 16 Zügen, bestehend aus einem vierachsigen Triebwagen und zwei bis drei zweiachsigen Beiwagen. Es wurden 18 Triebwagen von der Waggonfabrik Fuchs in Heidelberg beschafft, von denen acht Stück im Bestand der RHB geführt wurden, die übrigen zehn Fahrzeuge stellte die Straßenbahn Mannheim-Ludwigshafen. 1924 erhielten die Fahrzeuge neue Drehgestelle, drei Jahre später neue und leichtere Stromabnehmer. 1928 lösten Scharfenbergkupplungen die bisherigen Trichterkupplungen ab. 1939 wurden zwei weitere Fahrzeuge beschafft, die sich von den vorherigen Fahrzeugen durch die stärkere Motorisierung und den Verzicht auf Maximumdrehgestelle auszeichneten. Aufgrund von Kriegsschäden waren sieben Wagen abgängig, die letzten Vierachser überlebten bis 1965, als sie von neugelieferten Gelenkwagen abgelöst wurden. Letzter verbliebener Vierachser ist der Triebwagen 1122, der zwischen 2004 und 2008 von den Bahnfreunden Rhein-Neckar-Pfalz aufgearbeitet wurde und seitdem für Sonderfahrten vermietet wird.

### Gelenkwagen
1959 erhielt die RHB zwei Gelenktriebwagen von Duewag. Sie ähnelten den Duewag-Gelenkstraßenbahnwagen anderer Städte, wichen aber bezüglich der Einzeltür beim Fahrer und der fehlenden Doppeltür am Heck von der Standardausstattung ab.
Die Triebwagen mit den Nummern 1123 und 1124 samt ihren zugehörigen Beiwagen 1217 und 1218 waren genauso wie die gleichartigen städtischen Gespanne 1011 und 1051 sowie 1012 und 1052 noch für 1200-Volt-Betrieb auf der Überlandstrecke ausgelegt. Da die neuen Triebwagen auch unter 600 Volt Gleichstrom eine deutlich bessere Beschleunigung hatten, wurde nach Bau eines zusätzlichen Unterwerks die Fahrdrahtspannung auf 750 Volt Gleichstrom abgesenkt. In die nicht genutzten Liniennummernkästen wurde bei den ersten vier Fahrzeugen nachträglich ein drittes Spitzenlicht eingebaut, die Fahrzeuge ab Baujahr 1963 (die von der Straßenbahn Mannheim-Ludwigshafen für den Betrieb auf der RHB beschafft wurden) besaßen ein solches ab Werk. Die 1963 beschafften Triebwagen 1013–1018 und ihre Beiwagen 1053–1058 kamen erst nach Umstellung der Fahrdrahtspannung auf 750 Volt in Betrieb und blieben solange im Betriebshof Collinistraße hinterstellt. Einmalig in Deutschland war die Verwendung von Gelenkbeiwagen mit Jakobsdrehgestell (Bremen und München besaßen auch moderne Gelenkbeiwagen, die jedoch als Kurzgelenkwagen ausgeführt waren).
Ab 1967 beschaffte man nach dem Baukastenprinzip vier fünfteilige Gelenkwagen von 38,5 Metern Länge und den Bezeichnungen RHB ET 1019–1022, die seit ihrem Erscheinen bis ins Jahr 1994 als die längsten Straßenbahnwagen der Welt galten. Von diesen zwölfachsigen Fahrzeugen existiert noch ein Exemplar, von den Hängerzügen sind noch drei Fahrzeuge vorhanden. Zeitweise verkehrten auch für den RHB-Betrieb adaptierte Sechsachser aus Mannheim, später Achtachser aus Ludwigshafen zu Stoßzeiten auf der Eisenbahnstrecke.

### Niederflurwagen

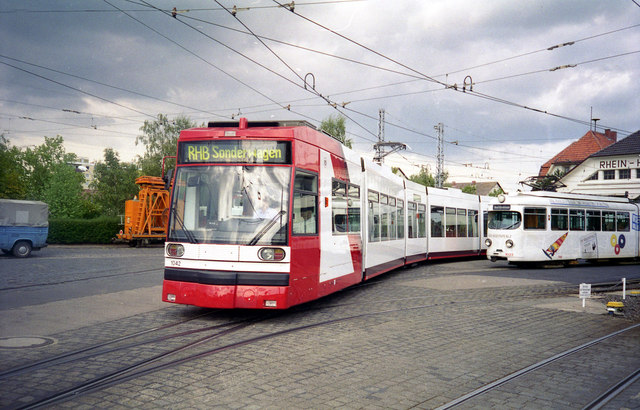
Wagen 1042 in Bad Dürkheim Ost

1994 schloss man sich an die Bestellungen von Niederflurwagen der städtischen Unternehmen in Mannheim und Ludwigshafen an und beschaffte drei siebenteilige Achtachser in Multigelenkbauweise von Duewag. Ludwigshafen beschaffte zwei baugleiche Fahrzeuge für den Betrieb auf der Bad Dürkheimer Strecke. Mit einer Länge von 40,5 Metern lösten die 8MGT die bisherigen Zwölfachser als „längste Straßenbahnwagen“ ab, mussten diesen Titel aber 1998 an Straßburg abgeben.

#### RNV6 / RNV8
2002 sind in Mannheim die ersten 10 RNV 8 angekommen. Sie waren damals für den Einsatz auf der Linie 1 gedacht, sind aber heute auf allen Linien (außer Linie 5) unterwegs. 2007 kamen dann noch die drei Tw 711 bis 713 an. Im Jahr 2010 kamen dann die letzten Triebwagen an. Ludwigshafen bestellte sich 7 fünfteilige RNV6 (Tw 215 bis 222).